# Pseudophacopteron pusillum
Pseudophacopteron pusillum är en insektsart som beskrevs av Malenovsk², Burckhardt och Tamesse 2007. Pseudophacopteron pusillum ingår i släktet Pseudophacopteron och familjen Phacopteronidae. Inga underarter finns listade i Catalogue of Life.